# Catch Me While I'm Sleeping
Catch Me While I'm Sleeping è un singolo promozionale di Pink, pubblicato nel 2003 per il mercato degli USA in contemporanea alla pubblicazione del singolo Humble Neighborhoods nel Regno Unito.
Originariamente la canzone era stata registrata per l'album Missundaztood.

## Tracce
1. Catch Me While I'm Sleeping (Radio Edit) – 3:57
2. Catch Me While I'm Sleeping – 5:03